# Колибернов, Евгений Сергеевич
Евгений Сергеевич Колибернов (3 февраля 1921 года, Москва — 5 сентября 2013 года, Москва) — советский военачальник, генерал-полковник инженерных войск (1980). Доктор военных наук. Профессор.

## Биография
Сын командира Красной Армии, военного инженера Сергея Ивановича Колибернова (1901—1962). В 1938 году окончил среднюю школу.
В Красной Армии с 1938 года. Поступил на фортификационный факультет Военно-инженерной академии имени В. В. Куйбышева.
Начало Великой Отечественной войны встретил на производственной практике на строительстве укреплённых районов на западной границе СССР. С боями отходил от границы, попадал в окружение на Юго-Западном фронте, летом 1941 года был легко ранен. Выполнял различные должности взамен погибших офицеров, в боях командовал и артиллерийским взводом и стрелковой ротой. В 1942 году — начальник инженерной службы отдельного курсантского истребительного дивизиона на Сталинградском фронте. Был сильно контужен в августе 1942 года, направлен в госпиталь. Там его нашли по запросу из академии.
В декабре 1942 года из госпиталя направлен в Военно-инженерную академию для завершения учёбы, окончил её в 1943 году. С марта 1944 года — вновь в действующей армии, адъютант старший 334-го отдельного сапёрного батальона 153-й стрелковой дивизии в 49-й армии на Западном фронте, затем командир этого батальона. Поскольку комбата не было, молодой офицер исполнял и его обязанности. С этим батальоном он прошагал многие сотни километров, освобождал Минск, Могилёв, Гродно, другие города. Дивизия первой пересекла советско-польскую границу и заняла оборону на подступах к Восточной Пруссии. В мае 1944 года был ранен вторично.
В конце 1944 года назначен помощником начальника оперативного отдела штаба инженерных войск 2-го Белорусского фронта. В 1945 году — помощник начальника штаба инженерных войск 2-го Белорусского фронта по разведке. Окончил войну в звании майора.
После войны продолжал службу в Советской Армии, служил в штабе инженерных войск Северной группы войск (Польша), офицер военно-научного отдела Управления боевой подготовки начальника инженерных войск Советской Армии, Активно участвовал в подготовке боевых уставов и наставлений. В первой половине 50-х годов в инициативном порядке подполковник Колибернов возглавил группу офицеров, сконструировавших сваебойный паром СПБ-206 (после доработки проекта был принят на вооружение).
В 1959 году окончил Военную академию Генерального штаба. Служил начальником инженерных войск 14-й армии Одесского военного округа. С 1965 — начальник инженерных войск Северной группы войск, с 1968 — начальник управления в Управлении начальника инженерных войск Советской Армии, с 1970 — начальник штаба инженерных войск — первый заместитель начальника инженерных войск Советской Армии.
С 1978 года — начальник Военно-инженерной академии имени В. В. Куйбышева. С 1988 года — в запасе.
Жил в Москве. Много лет работал профессором кафедры боевого применения специального вооружения инженерных войск Военно-инженерной академии. Автор десятков научных работ по инженерному обеспечению войск, противодействию высокоточному оружию, истории инженерных войск. Академик Академии военных наук. Профессор, доктор военных наук.
Похоронен на Троекуровском кладбище.

## Труды
- 160 лет Военно-инженерной ордена Ленина Краснознамённой академии имени В. В. Куйбышева: 1819—1979: учебно-методическое пособие. — М.: Издательство Военно-инженерной академии (ВИА), 1979.
- Инженерное обеспечение боя / Колибернов Е. С., Корнев В. И., Сосков А. А. — М.: Воениздат, 1984. (работа переиздана в дополненном варианте в 1988 году)
- Справочник офицера инженерных войск / Колибернов Е. С., Корнев В. И., Сосков А. А. / Под ред. С. Х. Аганова. — М.: Воениздат, 1989.
- 70 лет в инженерных войсках. — Юбилейный, 2008.
- Инженерное обеспечение прорыва обороны противника по опыту войны // Военно-исторический журнал. — 1980. — № 8. — С. 42—50.
- Особенности организации инженерного обеспечения в Курской битве // Военно-исторический журнал. — 1983. — № 7. — С. 26—34.
- Характерные особенности инженерного обеспечения войск фронтов в Висло-Одерской операции // Военно-исторический журнал. — 1985. — № 1. — С. 38—43.

## Награды
- орден Октябрьской Революции
- два ордена Отечественной войны I степени (16.08.1944, 11.03.1985)
- орден Отечественной войны II степени (21.08.1944)
- 4 ордена Красной Звезды (6.07.1944, 20.02.1945, …)
- Орден «За службу Родине в Вооружённых Силах СССР» III степени
- медали

- Государственная премия СССР (1978)
- Заслуженный деятель науки РСФСР

Иностранные награды
- Орден «За заслуги перед Отечеством» в серебре (ГДР)
- Орден «9 сентября 1944 года» II степени с мечами (Болгария, 22.01.1985)
- Кавалерский (рыцарский) крест ордена Возрождения Польши (Польша, 06.10.1973)
- Серебряный крест ордена «За воинскую доблесть» (Польша, 06.04.1946)
- Орден «За боевые заслуги» (Монголия)
- Медаль «100 лет со дня рождения Георгия Димитрова» (Болгария)
- Медаль «30 лет Болгарской народной армии» (Болгария, 14.09.1974)
- Медаль «1300 лет Болгарии» (Болгария, 29.03.1982)
- Медаль «За укрепление дружбы по оружию» в золоте (ЧССР, 20.03.1970)
- Медаль «40 лет освобождения Чехословакии Советской Армией» (ЧССР, 28.03.1985)
- Медаль «Братство по оружию» в золоте (ГДР)
- Медаль «За Варшаву 1939—1945» (Польша, 06.04.1946)
- Медаль «За Одру, Нису и Балтику» (Польша, 06.04.1946)
- Медаль «Победы и Свободы»	(Польша, 09.05.1946)
- Медаль «Братство по оружию» (Польша, 12.10.1988)
- Медаль «За боевое содружество» I степени (Венгрия, 1985)
- Медаль «50 лет Монгольской Народной Армии» (Монголия, 1971)
- Медаль «50 лет Монгольской Народной Революции» (Монголия, 1971)
- Медаль «30 лет Победы над милитаристской Японией» (Монголия, 1976)
- Почётный гражданин городов Познань и Зелёна-Гура (Польша)